# Чаадаевский район
Чаадаевский райо́н — административно-территориальная единица в РСФСР, существовавшая в 1928-1951 годах. Административный центр — пгт Чаадаевка.

## География
В Пензенской области район располагался на территории современного Городищенского района между Городищем и Кузнецком.

## История
Район был образован 16 июля 1928 года в составе Кузнецкого округа Средне-Волжской области.
С 1929 года район в составе Средневолжского края.
10 февраля 1932 года район был ликвидирован, его территория включена в состав Городищенского района.
25 декабря 1943 года Чаадаевский район был восстановлен в составе Пензенской области.
19 февраля 1951 года район был упразднён, его территория вновь вошла в состав Городищенского района.